# Sidi Barrani
Sidi Barrani (ar: سيدي برّاني) er en landsby i Egypten i nærheden af Middelhavet omkring 95 km øst for grænsen til Libyen, og ca. 240 km fra Tobruk.
Sidi Barrani er fortrinsvis et beduinsamfund med fødevare- og benzinudsalg, men der er ingen eller kun lidt turistaktivitet eller organiserede historiske kuriositeter, og kun et lille hotel.

## Historie
Sidi Barrani bruges ofte i historieskrivning til at markere, hvor langt Italiens invasion af Egypten fra Libyen nåede til i 1940. Den italienske 10. arme byggede en række forter i omegnen af landsbyen.
American Field Service frivillige, som gjorde tjeneste med den britiske 8. arme havde base i området i juni 1942, 50 km øst for Sidi Barrani.
Sidi Barrane var et turistmål under den totale solformørkelse den 3. oktober 2005, hvor ekspeditioner rejste til det bedste observationspunkt, Zawiet Mahtallah, 27 km øst for Sidi Barrani.

## Eksterne links
- Fotografier af skumringen ved Sidi Barrani under solformørkelsen oktober 2005:Hungarian-foto Sidi-twilight Arkiveret 10. juni 2007 hos  Wayback Machine (540x345, 38 KB).
- Fotografi af solformørkelsen ved Sidi Barrani Hungarian-foto Sidi-eclipse Arkiveret 27. januar 2007 hos  Wayback Machine (9 KB).
- Fotografi af tilskuere ved Sidi BarraniHungarian-foto Sidi-people Arkiveret 10. juni 2007 hos  Wayback Machine (50 KB).

- Wikimedia Commons har flere filer relateret til Sidi Barrani